# Alfred de Rauch
Pour les articles homonymes, voir Rauch.
Alfred Jean Nicolas de Rauch, né le 1er juin 1887 à Varsovie (Pologne) et mort le 20 juillet 1948 dans le 8e arrondissement de Paris, est un joueur international français de hockey sur glace actif de 1908 à 1932. Il est capitaine de l'équipe de France entre 1920 et 1928 et conduit la sélection française aux Jeux olympiques de 1920, 1924 et 1928.

## Biographie
Fils d'Alfred-Édouard-Henri de Rauch, ancien colonel de la Garde russe, chevalier de la Légion d'honneur, et d'Emma-Élise Manton, Alfred de Rauch naît le 1er juin 1887 à Varsovie en Pologne et passe ses premières années à Saint-Pétersbourg avant de revenir en France. Sa famille descend de la lignée noble des von Rauch, ancienne famille originaire de Bavière,,.
Pratiquant également le rugby à XV, Alfred de Rauch joue au hockey sur glace En équipe nationale à partir de 1908. Il fait partie du Club des Patineurs de Paris — rebaptisé en 1921 Club des Sports d'Hiver de Paris — dont il est le capitaine pendant près de vingt ans.
Durant la saison 1911-1912, il bénéficie des conseils du montréalais Edmond « Quigg » Baxter venu jouer dans le club parisien. Ce dernier lui transmet de nombreuses astuces de jeu et devient son mentor.
Son activité sportive est interrompue par la Première Guerre mondiale, durant laquelle il sert au sein de l'armée française.
Alfred de Rauch, dont le surnom est Didi, devient capitaine de l'équipe de France en 1920, poste qu'il occupe jusqu'en 1928. Avec la sélection tricolore, il participe aux Jeux olympiques d'Anvers de 1920 puis aux premiers Jeux olympiques d'hiver de Chamonix en 1924,. La même année, il remporte avec son équipe la médaille d'or des championnats d'Europe, après avoir été vice-champion l'année précédente.
Toujours en tant que capitaine, il participe à ses troisièmes et derniers Jeux olympiques à Saint-Moritz en 1928.
À son époque, il forme avec Léonhard Quaglia et Albert Hassler, un des trios offensif de l'équipe de France dans les années 1920. Cette ligne mène la France à la médaille d'argent aux championnats d'Europe de 1923 et à la médaille d'or lors de ceux de 1924.
Alfred de Rauch passe ultérieurement en défense et joue jusqu'à l'âge de 44 ans (saison 1931-1932). Il devient ensuite arbitre.

## Vie privée
Alfred de Rauch appartient à une classe d'amateurs fortunés aujourd'hui disparue. Parmi ses amis figure le photographe Jacques-Henri Lartigue qui le cite à plusieurs reprises dans ses mémoires,,,.
La femme d'Alfred de Rauch est la créatrice de haute couture Madeleine de Rauch. Ils se sont unis le 16 décembre 1916 à la mairie du 1er arrondissement de Paris.
Il est naturalisé français le 11 mars 1937.

## Statistiques en équipe nationale partielles
| Année | Équipe | Compétition          |   | PJ | B | A | Pts | Pun           |  | Résultat |
| 1920  | France | Jeux olympiques      | 1 | 0  | 0 | 0 |     | 6e place      |  |          |
| 1924  | France | Jeux olympiques      |   | 3  | 0 | 3 |     | 6e place      |  |          |
| 1924  | France | Championnat d'Europe |   | 7  |   |   |     | Médaille d'or |  |          |
| 1928  | France | Jeux olympiques      | 3 | 2  | 0 | 2 |     | 5e place      |  |          |